# Gnathia alces
Gnathia alces är en kräftdjursart som beskrevs av Théodore Monod 1926. Gnathia alces ingår i släktet Gnathia och familjen Gnathiidae. Inga underarter finns listade i Catalogue of Life.